# El Pujolet (Castellar del Vallès)
El Pujolet és una muntanya de 576 metres que es troba al municipi de Castellar del Vallès, a la comarca del Vallès Occidental.